# Stravinsky (krater)
Stravinsky är en nedslagskrater på planeten Merkurius. Stravinsky är ungefär 129 kilometer i diameter.
Den är uppkallad efter tonsättaren Igor Stravinskij.